# Backbone (Band)
Backbone ist eine US-amerikanische Rockband, die vom ehemaligen Grateful-Dead-Schlagzeuger Bill Kreutzmann 1997 auf Hawaii gegründet wurde.
Kreutzmann nahm sich nach dem Tod von Jerry García und der Auflösung der Deads 1995 eine Auszeit und zog nach Hawaii, um sich der Kunst zu widmen. 1997 beendete er seine Pause und gründete zusammen mit Rick Barnett und Ed Cook die Band Backbone. Dies war Kreutzmann erstes eigenes Projekt. Sowohl Barnett als auch Cook hatten vorher keine besonderen Banderfahrungen aufzuweisen.
Hauptstil der Band war der Blues- und Country-Rock, der sich mit Band wie Gov’t Mule und Black Crowes vergleichen lässt. Zusammen mit Gastmusikern gaben sie Konzerte auf Hawaii und entlang der San Francisco Bay Area (z. B. im Fillmore, San Francisco oder im Ashkenaz, Berkeley, Kalifornien).
1998 wurde das gleichnamige Studioalbum Backbone aufgenommen, welches von den Labels Grateful Dead Records und Arista vertrieben wurde. Die nächsten Jahre war die Band inoffiziell aufgelöst, in denen sich die Musiker anderen Projekte widmeten, erst 2007 erschien ein neues Album namens ...Still Nowhere.

## Diskografie
- 1997: Backbone (Grateful Dead Records / Arista)
- 2007: ...Still Nowhere (Backbone)